# Saint-Pierre-Brouck

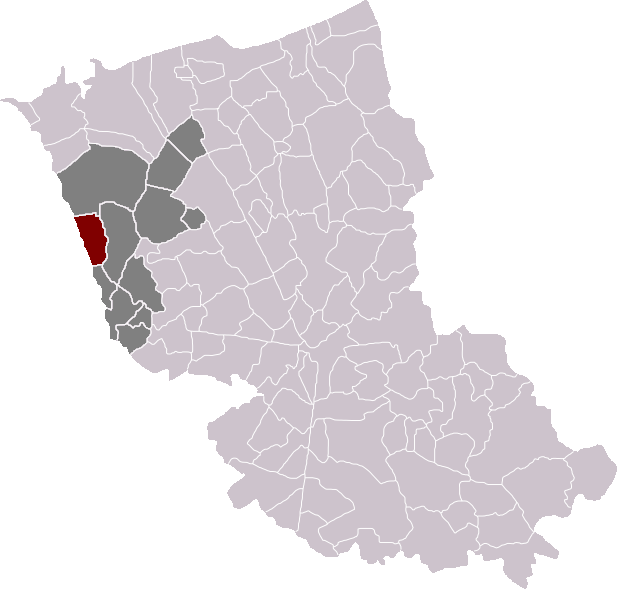
Localització de Saint-Pierre-Brouck

Saint-Pierre-Brouck (en neerlandès Sint-Pietersbroek) és un municipi francès, situat a la regió dels Alts de França, al departament del Nord, que forma part de la Westhoek. L'any 2006 tenia 882 habitants.

## Demografia
| 1962                                       | 1968 | 1975 | 1982 | 1990 | 1999 |
| ------------------------------------------ | ---- | ---- | ---- | ---- | ---- |
| 715                                        | 729  | 703  | 867  | 814  | 811  |
| Des de 1962: població sense dobles comptes |      |      |      |      |      |

## Administració
| Període | Identitat      | Partit |
| ------- | -------------- | ------ |
| 2001-   | Gérard Grondel |        |